# Аудиобрендинг
Аудиобрендинг (от аудио и англ. brand) — часть медиабрендинга, инструмент звуковой (аудиальной) маркетинговой поддержки бренда. Аудиобрендинг подразумевает использование фонограмм для придания уникального звучания бренду. Аудиобрендинг также используется в качестве поддержки традиционных маркетинговых действий — рекламе продуктов или услуг. Основой для разработки всех звуковых элементов аудиобрендинга является аудио-ДНК (музыкальная композиция отражающая сущность бренда).
Основными составляющими аудиобрендинга являются:
- имиджевая музыкальная композиция
- музыкальный логотип
- джингл
- фоновая (функциональная) музыка
- аудиореклама (радиоролики, аудиоролики)
- корпоративный гимн

Преимущества аудиобрендинга для бизнеса:
- Мгновенная узнаваемость
- Отличие от конкурентов
- Позитивные ассоциации у потребителей
- Использование в любых точках контакта с клиентом
- Повышение продаж

Где используется:
- Мероприятия
- ТВ-ролики
- Корпоративное видео
- Радиоролики
- Колл-центр
- Мобильные приложения
- Веб-сайт
- Интерактивные интерфейсы